# Тагалог (језик)
Тагалог или тагалски (таг. Wikang Tagalog) најраспрострањенији је језик на Филипинима. Припада групи аустронежанских језика. У својој стандардизованој форми (филипински језик) то је званични језик Филипина.
Име језика потиче од речи tagá (порекло) и ílog (река). Тагали су народ који је изворно говорио овај језик.
Као део аустронежанске језичке породице тагалог је сродан са малајским, индонежанским, фиџијским, маорским, хавајским, малгашким, самоанским, тахићанским, језиком тетум и аустронежанским језицима Тајвана.
Језици који су извршили утицај на језик тагалог су: шпански, мин нан кинески, енглески, малајски, санскрит, арапски и северно-филипински језици.

## Историја
Веома се мало зна о историји овог језика пре доласка Шпанаца у 16. веку. Верује се да је народ Тагала стигао на Лузон из североисточног Миндана или других острва на истоку. Прва књига писана на овом језику је „Хришћанска доктрина“ (Doctrina Cristiana) из 1593. Током шпанске колонијалне власти, свештеници су у 19. веку написали речнике и граматике језика тагалог. Први значајни књижевник који је стварао на језику тагалог био је Франсиско Балтазар (1788–1862).
Пре доласка Шпанаца, домороци су користили једно од писама југоисточне Азије: бајбајин. Касније су за записивање коришћене различите верзије шпанског латиничног писма. Алфабет језика тагалог је стандардизован у 20. веку, последњи пут 1987, и сада има 28 слова: A B C D E F G H I J K L M N Ñ Ng O P Q R S T U V W X Y Z.
Први битан речник тагалог језика написао је чешки исусовачки мисионар Пабло Клајн почетком 18. века. Клајн је говорио тагалог и активно га користио у неколико својих књига. Он је припремио речник, чије одржавање је касније пренео на Франциса Јансенса и Хозеа Хернандеза. Следећу компилацију његовог значајног рада су припремили П. Хуан де Нокеда и П. Педро де Санлукар, што је објављено под насловом Речник Тагалог језика у Манили 1754. године, и томе је следио низ проширених издања. Последње издање је објављено у Манили 2013. године.
Постоји низ студија о таралог језику. Један од значајних раних радова је, Arte de la lengua tagala y manual tagalog para la administración de los Santos Sacramentos (1850).. Аутохтони песник Франциско Балтазар (1788–1862) сматра се најистакнутијим писцем на тагалог језику, а његов најзначајнији рад је еп Флорант и Лаура из 19. века.

### Званични статус
Тагалог је проглашен службеним језиком првим револуционарним уставом на Филипинима, Уставом Биак-на-Бата из 1897. године.
Године 1935, Филипински устав је означио енглески и шпански као службене језике, али је прописао развој и усвајање заједничког националног језика на основу једног од постојећих језика. Након изучавања и разматрања у оквиру Националног језичког института, комитет састављен од седам чланова који су представљали различите регионе на Филипинима, изабрао је Тагалог као основу за еволуцију и усвајање националног језика Филипина. Председник Мануел Л. Куезон је затим 30. децембра 1937. прогласио избор Тагалог језика као основе за еволуцију и усвајање националног језика Филипина. Године 1939, председник Куезон преименовао је предложени на Таралогу базирани национални језик у Виканг Памбанса (национални језик). Под јапанском марионетском владом током Другог светског рата, Тагалог је био снажно промовисан као национални језик. Устав из 1943. године наводи: „Влада ће предузети кораке ка развоју и пропагирању Тагалога као националног језика”.
Године 1959, језик је преименован у „Пилипино”. Заједно са енглеским, национални језик је имао званични статус према уставу из 1973. (као „Пилипино”) и задржао је тај статус у садашњем уставу из 1987. (као Филипино).

## Примери језика
Члан 1 Универзалне декларације о људским правима
```
Ang lahat ng tao'y isinilang na malaya at pantay-pantay sa karangalan 
at mga karapatan. Sila'y pinagkalooban ng katwiran at budhi at dapat 
magpalagayan ang isa't isa sa diwa ng pagkakapatiran.

```

- — Добар дан
- — Како си?
- — Добро
- — хвала
- — да
- — не
- — извини
- — Живели!
- — Говорите ли српски (енглески)?
- — Волим те
- — здраво